# 易牙
易牙（えきが）は、春秋時代の料理人。斉の桓公に仕えた寵臣「三貴」の一人。名は巫。別称は雍巫（雍人は料理人）。

## 人物
- 自分の子供を食材にした料理で主君の舌を喜ばせたという理由で名料理人としての評価を確立し、斉の桓公の料理長として大夫まで出世した[1]。
- 紀元前645年、その度を越えた酷薄さと自己の栄達のために手段を選ばない姿勢を警戒され、管仲により職を追われるが、料理がまずくなったという理由で再び登用され、復職する（管仲は死の間際まで易牙を警戒し、主君の桓公に対してもその再登用を諫め続けていた）。
- 紀元前643年、桓公の死後、その葬儀も進めずに後継者争いに加わり、多くの犠牲者を出すほど国政を混乱させた末、彭城に亡命した。

## 登場作品
- 雁屋哲『究極の美味』：斉の桓公の寵臣が一人、易牙（イー・ヤー）として登場。